# 普羅托波皮夫卡 (哈爾科夫區)
50°1′44″N 35°50′18″E / 50.02889°N 35.83833°E
普羅托波皮夫卡（烏克蘭語：Протопопівка）是位於烏克蘭東部的村莊，由哈爾科夫州哈爾科夫區的索洛尼齊夫卡市鎮負責管轄。該村處於克里沃羅蒂夫卡河右岸，始建於1720年，面積0.57平方公里，海拔高度146米，2001年人口589。